# ماتی برشل
ماتی برشل (انگلیسی: Matti Breschel؛ زادهٔ ۳۱ اوت ۱۹۸۴) دوچرخه‌سوار اهل دانمارک است.
از باشگاه‌هایی که در آن بازی کرده‌است می‌توان به تیم لوتوان‌ال–یومبو، تیم تینکوف، تیم آستانه، و کنندیل–دراپاک اشاره کرد.